# Brad Sucks
Brad Turcotte (født 14. november 1976), medlem af ét-mandsbandet Brad Sucks, var blandt de første musikere som fuldtud udnyttede Free Culture-bevægelsen til reklame og distribution. 
Turcotte åbnede i 2002 en hjemmeside med det formål at producere open source-musik.

## Albummer

### I Don't Know What I'm Doing
Alle sange er skrevet af Brad Turcotte.
1. "Making Me Nervous" – 2:37
2. "Look and Feel Years Younger" – 4:38
3. "Fixing My Brain" – 3:57
4. "Bad Attraction" – 3:14
5. "Sick as a Dog" – 3:14
6. "Borderline" – 3:14
7. "I Think I Started a Trend" – 3:04
8. "Never Get Out" – 2:05
9. "Overreacting" – 3:32
10. "Dirtbag" – 3:50
11. "Time to Take out the Trash" – 2:49
12. "Work out Fine" – 4:11

### Out of It
Alle sange er skrevet af Brad Turcotte.
1. "Dropping out of School" – 3:43
2. "Certain Death" – 3:49
3. "Fake It" – 3:34
4. "Bad Sign" – 3:52
5. "There's Something Wrong" – 3:28
6. "Gasoline" – 3:57
7. "Total Breakdown" – 2:19
8. "Understood by Your Dad" – 2:50
9. "Out of It" – 3:39
10. "You're Not Going Anywhere" – 3:38

### Guess Who's a Mess
Alle sange er skrevet af Brad Turcotte.
1. "In Your Face" – 3:21
2. "Come Back" – 3:26
3. "Feel Free! Plastic Surgery!" – 3:31
4. "Guess Who's a Mess" – 3:17
5. "Waste of TV" – 3:36
6. "Model Home" – 3:38
7. "The First Thing About Me" – 3:16
8. "Thanks for the Add" – 3:41
9. "Fluoride" – 3:43
10. "Just in a Phase" – 3:38

- Wikimedia Commons har flere filer relateret til Brad Sucks